# Шумнатица (рид)
Вижте пояснителната страница за други значения на Шумнатица.
Шумнатица e планински рид в югозападната част на Ихтиманска Средна гора, който заедно с Шипочански рид осъществява връзката на Средна гора с Рила. Най-високият рид в Ихтиманска Средна гора.
Ридът Шумнатица е разположен в югозападната част на Ихтиманска Средна гора, като на юг долината на река Марица и малкият ѝ ляв приток Владишка река го отделят от Рила, а на запад долината на река Шипочаница – от Шипочански рид на Ихтиманска Средна гора. На север североизток чрез седловина, висока 996 м, се свързва със Септемврийския рид, а от там на североизток долината на река Очушница (ляв приток на Марица) го отделя от същия рид на Ихтиманска Средна гора. Източните и югоизточните му склонове постепенно затъват в Костенецко-Долнобанската котловина. Ридът има форма на триъгълник, обърнат на изток, като от север на юг е дълъг до 14 км и приблизително толкова от запад на изток. Най-високият му връх е 1392,6 м, намира се в южната му част и е най-високата точка на цялата Ихтиманска Средна гора. По билото на рида преминава главният вододел на България между водосборните басейни на Черно и Егейско море.
Билото на рида е плоско и заоблено, наклонено на север. Западните му склоновете са къси и стръмни, а източните дълги, полегати, набраздени от дълбоки долове и долини. Изграден е от кристалинни скали, предимно гранити. Покрит е с хубави гори и пасища.
По западния му склон (долината на река Шипочаница) са разположени селата Ново село и Шипочане, а по източния и югоизточния – селата Гуцал, Марица и Радуил.
От изток на запад, между град Долна баня и Боровецката седловина, на протежение от 14,6 км, преминава участък от второкласен път № 82 от Държавната пътна мрежа Костенец – Самоков – София.
По северозападното му подножие, между селата Шипочане и Ново село, на протежение от 4 км – участък от третокласен път № 822 от Държавната пътна мрежа Самоков – Ново село – Ихтиман.

## Топографска карта
- Лист от карта K-34-60. Мащаб: 1 : 100 000.
- Лист от карта K-34-72. Мащаб: 1 : 100 000.